# غلقى
الغَلْقَى أو الغَلْقَة  أو الغَالِقَة أو العَلْقَى أو قاهرة السُّمّ (الاسم العلمي: Vincetoxicum) هي جنس نباتات من الفصيلة الدفلية ومن رتبة الجنطيانيات.